# Grotte di Longyou
Le Grotte di Longyou (in cinese: 龙游 石窟), note anche come Xiaonanhai Stone Chambers (cinese: 小 南海 石室), sono un complesso di 24 grotte artificiali di arenaria situate sulla collina di Fenghuang, vicino al villaggio di Shiyan Beicun sul fiume Qu nella Contea di Longyou in Cina.
Nel dicembre 2003, le Grotte di Longyou sono state nominate "Area turistica di livello 4A" dall'Amministrazione Nazionale del Turismo cinese. 

## Scoperta e datazione
Nel giugno 1992, degli agricoltori di Longyou scoprirono le grotte per caso quando prosciugarono l'acqua di cinque piccoli stagni nel loro villaggio. Inizialmente si ipotizzò potessero essere delle strutture naturali ma emersero cinque grandi caverne artificiali a cui se ne aggiunsero altre 19 con il proseguimento degli scavi. Quando le grotte furono scoperte, si pensò che fossero una cava abbandonata e non attirarono l'attenzione; solo sei anni dopo, nel 1998, la comunità archeologica iniziò ad interessarsi e furono condotti i primi studi. 
L'origine delle grotte è incerta. Si pensa che inizialmente fossero utilizzate come cave di materiale attive fino al periodo degli Han occidentali. L'iconografia e le decorazioni sono invece più recenti, forse un cambiamento nella destinazione d'uso, infatti i temi filosofico religiosi sono legati al Taoismo e al Buddismo. Vi sono alcune ninfe dell'aria o apsaras riconoscibili dal velo sulle spalle, questo farebbe propendere per l'epoca Sui o Tang, quindi dal VI secolo dopo Cristo, ma alcune immagini tra cui quella dell'altorilievo di Guan Yin con aureola, Bbodhisattva Avalokiteśvara, rappresentato come femmina, riconducono sicuramente almeno al periodo Song.  Le grotte sarebbero quindi il frutto un'opera stratificata nel corso dei secoli.

## Descrizione

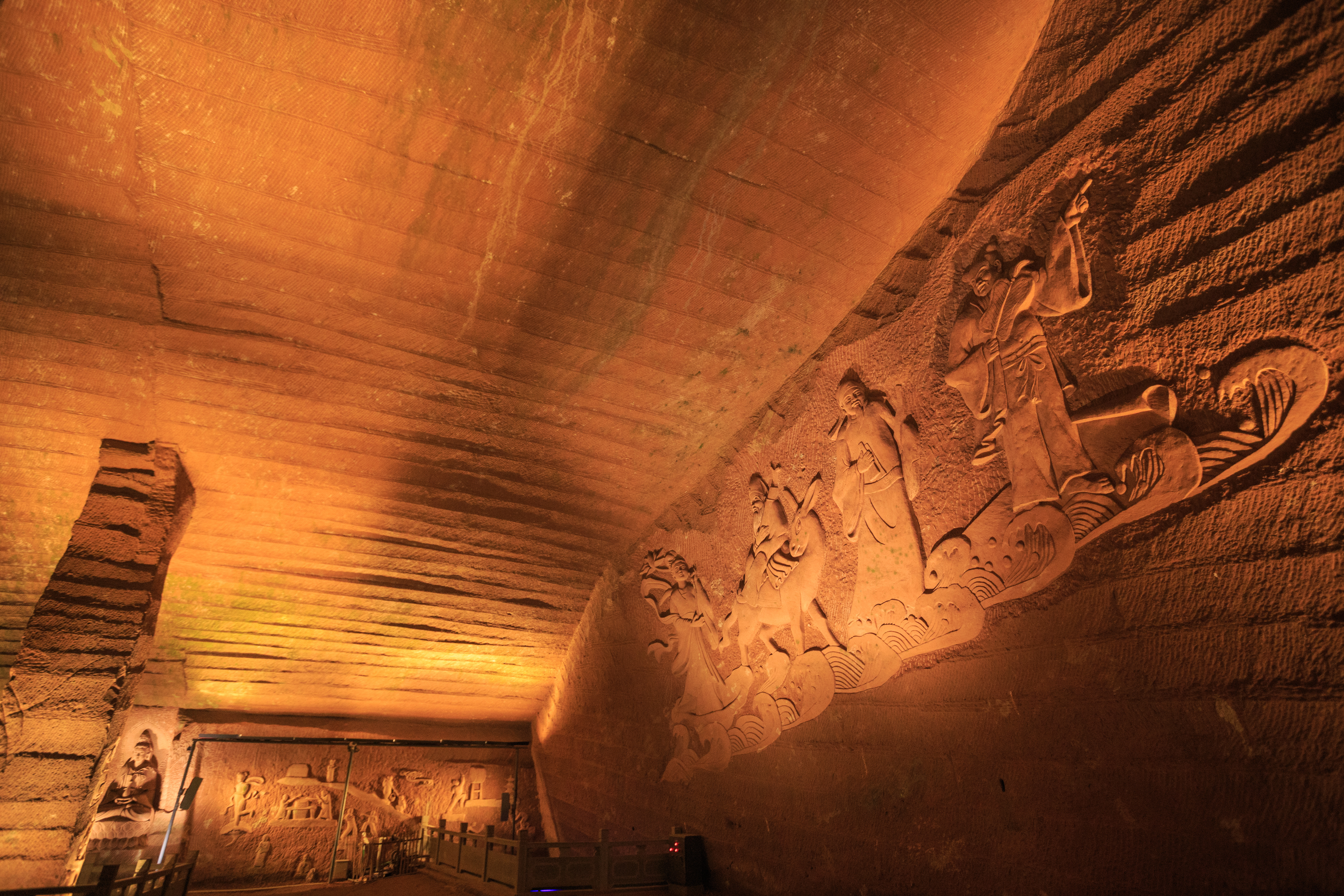
Una delle grotte con decorazioni umane e animali

Le grotte sono notevoli sotto diversi aspetti:
- Le grotte sono molto grandi considerando la loro origine artificiale: la superficie media di ogni grotta è di oltre 1.000 metri quadrati (11.000 piedi quadrati), con altezze fino a 30 metri (98 piedi) e l'area totale coperta è di 30.000 metri quadrati (320.000 piedi quadrati).
- Gli scienziati hanno stimato che per costruire la grotta è stato necessario scavare un milione di metri cubi di roccia, cosa che ha richiesto un'organizzazione avanzata della società e del lavoro. Sono tuttavia ignoti gli strumenti utilizzati, in quanto di essi non è stata trovata alcuna traccia. Inoltre, non esistono documenti che attestino la costruzione delle grotte.
- Le superfici del soffitto, delle pareti e dei pilastri sono tutte scolpite allo stesso modo, con una serie di fasce o corsi paralleli larghi circa 60 cm contenenti segni di scalpellatura posti con un angolo di circa 60° rispetto all'asse del corso. In ogni grotta ci sono colonne che sostengono il soffitto. Un enigma in particolare è rappresentato dall'assenza di tracce annerite sulle rocce dovute all'utilizzo di torce. Questo tipo di tracce di fuoco sono quasi impossibili da rimuovere con la tecnologia antica e quindi si dovrebbe ipotizzare che i lavoratori dell'enorme progetto fossero tutti nell'oscurità.[3]
- Hanno mantenuto la loro integrità strutturale e sembrano non interconnettersi tra loro.[1]

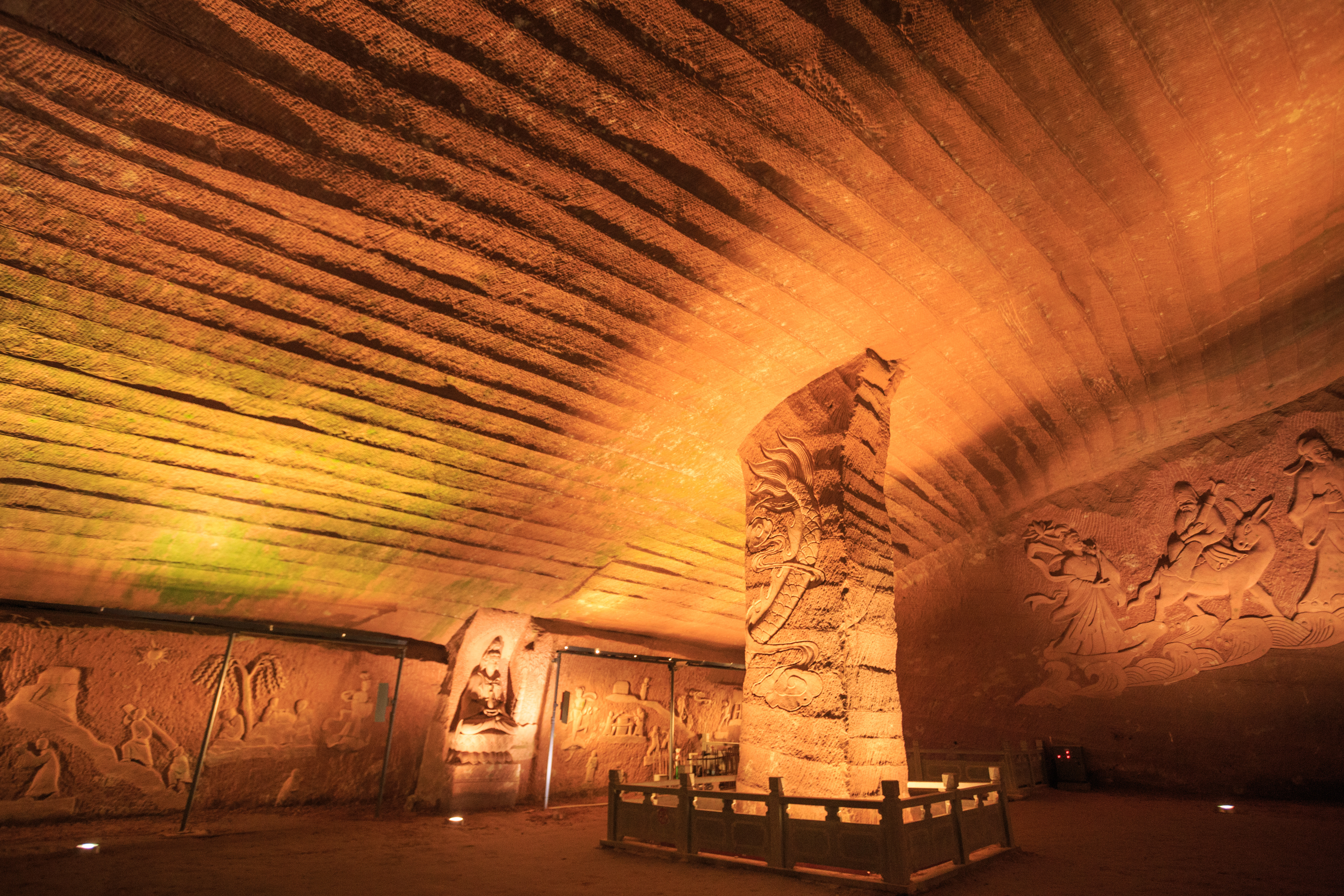
Un'altra grotta con decorazioni antropomorfe

Gli archeologi hanno avanzato delle ipotesi sul loro utilizzo ma nessuna di esse è stata provata. Se fossero state tombe sarebbero stati trovati resti di sepoltura ma non è stato così. Se fossero stati palazzi sotterranei, sarebbero suddivisi in stanze diverse e inoltre non si sono trovate tracce di oggetti di uso comune nella vita quotidiana. Se fossero state delle miniere per l'estrazione dei minerali sarebbe quantomeno particolare il fatto che siano state decorate in quella maniera. Un'altra teoria sostiene che fosse un luogo in cui l'esercito potesse nascondersi ma anche in questo caso non si sono trovate le prove che qualcuno vi sia mai vissuto.
Il dottor Chu Liangcai dell'Università di Zhejiang ha ipotizzato che le grotte di Longyou fossero state scavate quando l'imperatore Xuan della dinastia Han occidentale costruì dei magazzini nelle contee di confine, sostenendo quindi che la loro funzione era quella di immagazzinare cibo, merci e armi per la guerra. Tuttavia le grotte, come si è visto al momento della loro scoperta, si riempiono facilmente di acqua e nei tempi antichi, in cui non c'erano pompe, sarebbe stato difficile conservare il cibo nell'umidità o armi con parti in legno.

## Utilizzo attuale
Le Grotte di Longyu, cinque delle quali aperte ai turisti, sono una delle principali attrazioni della regione. Oltre alle escursioni regolari, qui si svolgono vari eventi culturali. In particolare vengono organizzati concerti di musica sfruttando un'ottima acustica. Per promuoverli, le autorità locali hanno offerto al violinista cinese Sheng Zhongguo, vincitore dell'International Tchaikovsky Competition e allievo di Leonid Kogan, di diventare un "messaggero della Longyu Caves Music".